# Jardim Guanabara (Goiânia)
Jardim Guanabara é um bairro da cidade brasileira de Goiânia, no estado de Goiás. Subdividido em quatro partes, é o bairro mais populoso da região norte da metrópole.
Abriga o Aeroporto Internacional Santa Genoveva, 42°Batalhão de infantaria motorizada do Exército brasileiro e o CEASA. Em 2011 foi considerado, o bairro mais perigoso de Goiânia. 

## História
A primeira etapa do Jardim Guanabara, que compreende a maior parte da extensão do bairro nos dias de hoje, foi regularizado pela prefeitura de Goiânia em fevereiro de 1953. O primeiro núcleo de desenvolvimento da região se deu ao lado esquerdo da Avenida Vera Cruz e, com um batalhão militar próximo, foram as primeiras unidades existentes na região.
Com os anos, outras três etapas do bairro foram concluídas.

## Infraestrutura
É predominante residencial, mas ocorreu uma grande expansão do comércio local para atender as demandas específicas da população do bairro. No bairro há a presença de algumas instalações públicas ligadas à área de segurança e de saúde.
Grandes empresas se instalaram recentemente na região do Jardim Guanabara, como o depósito do Supermercado Bretas, o depósito das lojas Novo Mundo, o laboratório Cifarma. O bairro conta também com uma agência do Banco Santander, Caixa Econômica Federal e do Banco do Brasil. Outro grande fator que contribuiu para desenvolver bastante a região, foi a construção da Barragem do João Leite, criada para abastecer Goiânia e a região metropolitana. É nele que se localiza um dos condominios residenciais mais luxuosos da capital, o Aldeia do Vale e o Aeroporto Internacional Santa Genoveva,(Goiânia). 
O bairro que possui o maior parque de indústrias moveleiras da capital, lá se encontra desde móveis rústicos aos mais sofisticados. Além de possuir fornecedores de diversos tipos de madeiras. Também possui casas de culturas a quais oferecem atividades como balé, música clássica e popular além de proporcionar atividades terapêuticas à pessoas de meia idade. Também possui um Juizado Especial, o qual atende as mais variadas demandas e um posto de saúde público. Em contrapartida, o bairro está entre os mais violentos da capital em números absolutos em diversos anos.
Segundo dados do censo do IBGE em 2010, é o quarto bairro mais populoso do município, contando uma aglomeração de cerca de 27 144 habitantes.